# Носове волосся

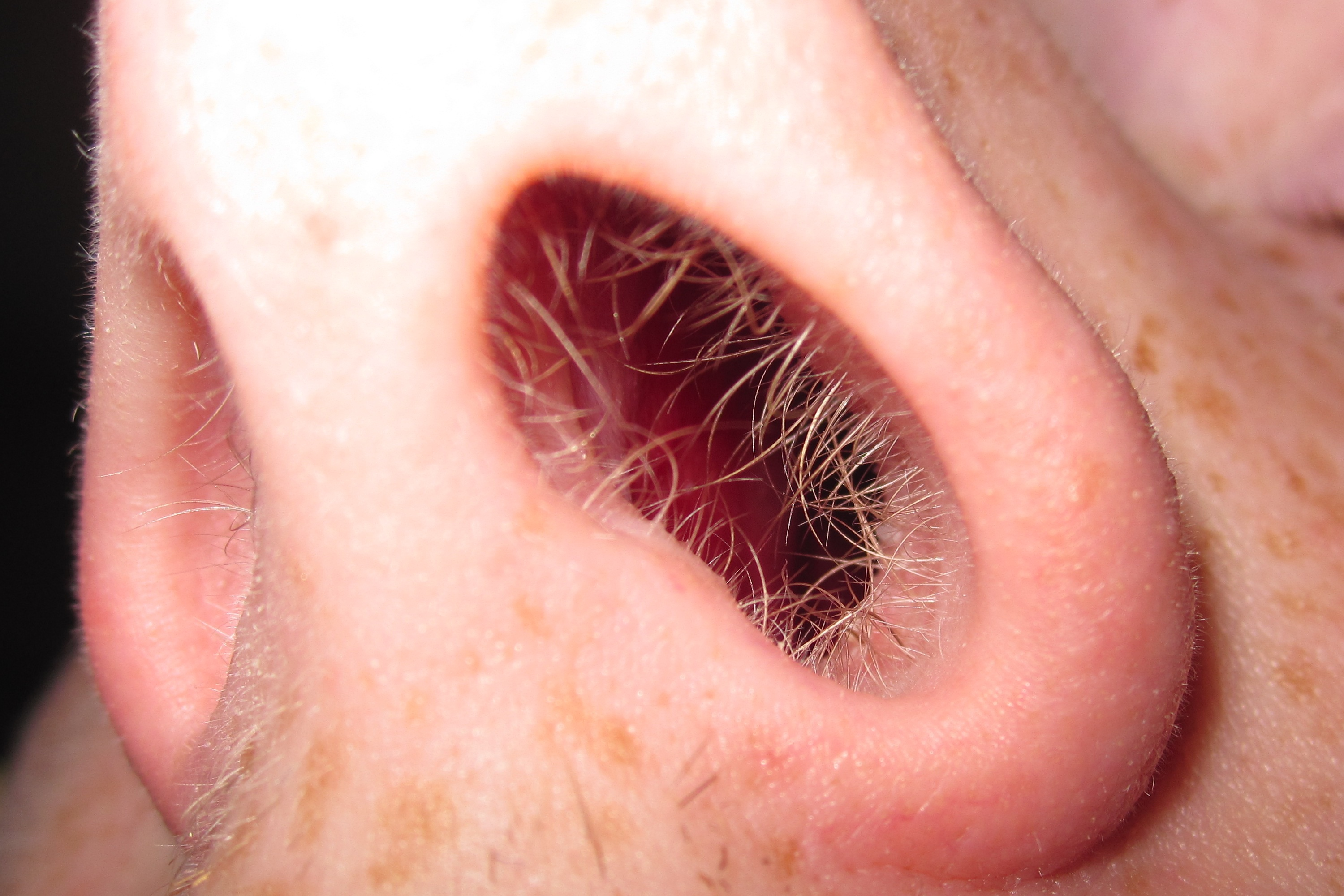
Носове волосся

Носове́ воло́сся або наза́льне воло́сся — людське щетинкове тілесне волосся, що росте в носі людини. У дорослих людей в ніздрях є волосся. Функціями носового волосся є запобігання потраплянню сторонніх часток в носову порожнину та збір вологи. На підтримку першої функції результати дослідження 2011 року показали, що збільшення густоти волосся в носі зменшує розвиток астми у тих, хто має сезонний риніт, можливо, через збільшення здатності волосся в ніздрях фільтрувати пилок та інші алергени.
Носове волосся відрізняються від війок війчастої оболонки носової порожнини. Ці війки є мікротрубчастими структурами, які знаходяться в дихальних шляхах і беруть участь у механізмі мукоциліарного очищення.

## Видалення
Були створені різні пристрої для підстригання носового волосся, включаючи мініатюрні ротаційні машинки та насадки для електробритв. Тримери вкорочують волосся до такої довжини, щоб вони не виходили за межі носового ходу. Для полегшення видалення таких волосків також можна використовувати пінцет. Є й інші способи, такі як депіляція воском. Видалення носового волосся може призвести до негативних наслідків для здоров'я, таких як вросле волосся або носовий вестибуліт.